# Online-Datingplattform
Eine Online-Datingplattform ist ein Onlinedienst zur Partnersuche (Dating).

## Definition
Der Anglizismus „Dating“ bezeichnet vor allem in den USA ein Treffen bzw. ein gemeinsames Ausgehen, um herauszufinden, ob die andere Person als Partner in Frage kommt. Online-Dating ist eine spezielle Form der Partnersuche, bei der das Internet als Medium fungiert. Einen guten Definitionsansatz liefert Bruschewski (2007), die Online-Dating als „internetbasiertes zwischenmenschliches Kontaktknüpfen mit dem Ziel der Etablierung einer intimen und leidenschaftlichen Beziehung“ definiert. Allerdings erscheint dieser Ansatz zu limitierend, so dass er folgende Definition aufstellt: Online-Dating ist der zwischenmenschliche Prozess des Kennenlernens über das Medium Internet mit dem Ziel, einen (zunächst unbekannten) Partner auf seine Tauglichkeit für eine Paarbeziehung zu überprüfen.

## Geschichte
Online-Datingplattformen haben sich erstmals im Zuge der Öffnung des Internets für breite Massen in den 1990er Jahren gebildet. Als Geburtsstunde des Online-Datings gilt die Plattform Match.com, die 1994 von Gary Kremen als unbedeutender E-Mail-basierter Dating-Service gekauft, um eine Profil-Datenbank erweitert und im Jahr 1995 neu veröffentlicht wurde. In Deutschland startete mit Datingcafe.de im Jahr 1998 die erste Online-Datingplattform.

## Begriff
Online-Datingplattformen als Oberbegriff umfasst sämtliche internetbasierten Dienste, die eine Vermittlung persönlicher und privater Kontakte ermöglichen. Insofern haben alle Online-Datingplattformen die Gemeinsamkeit, dass deren Anbieter eine über das Internet nutzbare Datenbank betreiben, in der sich die Nutzer eintragen und mit anderen Nutzern in Kontakt treten können.

## Differenzierungsmerkmale
Gleichwohl lassen sich einige Unterschiede zwischen Online-Datingplattformen feststellen, die sich in mehreren Dimensionen ergeben und letztlich zu einer Differenzierung von Online-Datingplattformen führen.

### Vermittlungsziel
Erstes Differenzierungsmerkmal von Online-Datingplattformen ist die generelle Ausrichtung der Datingplattform hinsichtlich des beworbenen Vermittlungsziels. Dementsprechend lassen sich Partnervermittlungen, Singlebörsen, Casual Dating (bzw. Adult Dating) und Special Interest (bzw. Nischen) unterscheiden. Partnervermittlungen streben eher die Vermittlung einer festen, dauerhaften Partnerschaft an, während bei Singlebörsen eher die Vermittlung sozialer Kontakte, die in einer Partnerschaft münden können, im Mittelpunkt steht. Casual Dating bzw. Adult Dating dient letztlich der Vermittlung lockerer, meist sexueller Kontakte und Flirts.

### Zielgruppe
Zweites Differenzierungsmerkmal ist die durch die Marktpositionierung angesprochene Zielgruppe. Hierbei ist vor allem zwischen einer breiten Zielgruppe und einer engen, spezifischen Zielgruppe zu unterscheiden. Die Ansprache einer breiten Zielgruppe bedeutet, dass die Datingplattform im Großen und Ganzen unabhängig von Einkommen, Bildungsabschluss oder besonderen Vorlieben sämtliche Nutzer anspricht und insofern auf die Vielfalt der Plattformnutzer abzielt. Demgegenüber positioniert sich eine spezialisierte Datingplattform genauer mit dem Fokus auf eine definierte Zielgruppe, so zum Beispiel Akademiker, Personen mit höheren Einkommen oder auch Nutzer mit speziellen Vorlieben wie beispielsweise Veganer.

### Finanzierung
Drittes Differenzierungsmerkmal von Datingplattformen ist die von der Plattform eingesetzte Art der Finanzierung. Hierbei kann man zunächst zwischen für Nutzer kostenfreien und kostenpflichtigen Plattformen unterscheiden. Bei kostenfreien Plattformen erfolgt die Finanzierung der Plattformen regelmäßig über Werbung, die auf den Seiten der Plattform angezeigt wird. Dabei sind unterschiedliche Formen der Werbung von Displaywerbung bis zu Affiliate-Programmen möglich. Bei kostenpflichtigen Plattformen wird den Nutzern eine kostenpflichtige Mitgliedschaft angeboten. Häufig können auch Teile einer kostenpflichtigen Plattform ohne Mitgliedschaft (bzw. mit einer kostenlosen Basis-Mitgliedschaft) genutzt werden. Der Abschluss einer kostenpflichtigen Mitgliedschaft ist jedoch dann in jedem Fall erforderlich, wenn ein Nutzer individuellen Kontakt mit einem anderen Nutzer aufnehmen möchte. Auch gemischte Arten der Preissetzung werden von Datingplattformen angewendet, so dass beispielsweise Frauen eine Datingplattform kostenlos, Männer hingegen nur kostenpflichtig nutzen können.

### Vermittlungsleistung
Viertes Differenzierungsmerkmal von Datingplattformen ist der Umfang der von der Plattform angebotenen Vermittlungsleistung. Alle Datingplattformen haben zunächst die Gemeinsamkeit, dass es sich um einen internetbasierten Dienst handelt, der letztlich den Nutzern kostenfreien oder kostenpflichtigen Zugang zu einer Datenbank mit den registrierten Nutzern gewährt. Die genaue Ausgestaltung dieses Dienstes ist jedoch unterschiedlich ausgerichtet. So bieten einige Anbieter nach der eigenen Registrierung dem Nutzer eine freie Suche (open search) an, bei der der Nutzer nach eigenen Suchkriterien wie Entfernung, Alter oder Haarfarbe nach anderen Nutzern suchen kann. Andere Anbieter bieten den Nutzern entweder ausschließlich oder ergänzend zur freien Suche Partnervorschläge an. Die Grundlage der von der Plattform unterbreiteten Partnervorschläge kann dabei ein vorgeschalteter Persönlichkeitstest sein oder Kriterien wie Ort oder Alter. Weitere Vermittlungsleistungen, die teilweise von Dating-Plattformen angeboten werden, betreffen den Schutz der Privatsphäre der Nutzer (beispielsweise Darstellung von Nutzerbildern), die Echtheit von Profilen (d. h. Überprüfung, ob Nutzer tatsächlich real existieren) sowie ausgesprochene Kontaktgarantien (beispielsweise werden zehn Partnervorschläge pro Monat garantiert).

## Klassifikation von Online-Datingplattformen
Aufbauend auf den dargestellten Differenzierungsmerkmalen lassen sich drei Klassen von Datingplattformen bilden: Partnervermittlungsplattformen (Matchmaking-Plattformen oder Online-Partnervermittlung), Dating-Plattformen und Casual Dating-Plattformen.

### Partnervermittlungsplattformen
Partnervermittlungsplattformen bzw. Matchmaking-Plattformen sind Datingplattformen, auf denen Nutzer eine feste Partnerschaft suchen und die Plattform insofern als Partnervermittlung angesehen werden kann, da durch die Plattformen in erster Linie ein „Matchmaking“ im Sinne einer passenden Vermittlung von Nutzern mit dem gleichlaufenden Ziel einer langfristigen Partnerschaft erfolgt. Dabei erfolgt durch die Plattformen keine Partnervermittlung im klassischen Sinne, vielmehr ermöglichen die Plattformen die Kontaktaufnahme zwischen passenden Nutzern. Matchmaking-Plattformen stellen insbesondere die Ermöglichung einer festen Partnerschaft in den Fokus ihrer Außendarstellung.
Bei Partnervermittlungsplattformen wird nach der zumeist kostenlosen Registrierung eines Nutzers zunächst ein obligatorischer Persönlichkeitstest durchgeführt, bei dem der Nutzer verschiedene Fragen beantworten muss. Ziel dieses Persönlichkeitstests ist die Erstellung eines Persönlichkeitsprofils, das die persönlichen Einstellungen und Vorlieben des Nutzers abbilden soll. Das Persönlichkeitsprofil dient anschließend als Grundlage für das Matching zwischen Nutzern. Hierbei werden die Persönlichkeitsprofile von zwei Nutzern mit Hilfe eines Algorithmus ins Verhältnis gesetzt, um die Übereinstimmung zwischen den Nutzern durch einen so genannten Matching-Score (andere Bezeichnung: Beziehungsquotient) auszudrücken. Der genaue Aufbau des Algorithmus ist für den Nutzer nicht transparent. Vielmehr werben Partnervermittlungsplattformen mit unterschiedlichen wissenschaftlichen Methoden, die bei der Berechnung des Matching-Scores angewendet werden.
Nach Registrierung und Absolvierung des Persönlichkeitstests werden dem Nutzer Partnervorschläge gemacht, die der Nutzer selbst durch Kriterien wie Entfernung, Alter, letzter Login oder Matching-Score filtern kann. Bis hierhin ist die Nutzung der Matchmaking-Plattform regelmäßig kostenlos. Beabsichtigt der Nutzer nun, direkten Kontakt mit einem anderen Nutzer aufzunehmen, beispielsweise durch Senden einer persönlichen Nachricht, so ist hierfür oft eine kostenpflichtige Mitgliedschaft erforderlich. Die Kosten variieren zwischen den Plattformen, typischerweise ist der fällige Monatsbetrag von der Laufzeit der Mitgliedschaft abhängig.

### Singlebörsen
Singlebörsen (häufig auch nur Dating-Plattformen genannt) unterscheiden sich von Partnervermittlungsplattformen neben einem modifizierten Vermittlungsziel insbesondere in der Vermittlungsleistung, die regelmäßig weder Persönlichkeitstests noch Partnervorschläge umfasst. Bei Singlebörsen erstellt ein Nutzer nach der Registrierung zunächst sein Profil mit seinen persönlichen Angaben (beispielsweise Alter, Aussehen, Vorlieben). Danach kann der Nutzer nach selbst gewählten Kriterien frei nach anderen, passenden Nutzern in der Datenbank des Anbieters suchen. Dabei werden dem Nutzer keine Partnervorschläge gemacht, vielmehr bestimmt der Nutzer selbst, nach welchen Kriterien aus seiner Sicht passende Nutzer gesucht werden sollen. Typische Suchkriterien sind dabei Entfernung, Alter, Haarfarbe, Größe und Figur.
Sowohl bei Partnervermittlungsplattformen als auch bei Singlebörsen haben sich die unterschiedlichen Plattformen individuell am Markt positioniert. Grob lassen sich breit positionierte Plattformen und eng positionierte Plattformen unterscheiden. Eine breite Marktpositionierung bedeutet, dass die betreffende Plattform eine breite Masse an Nutzern ansprechen möchte, ohne dabei eine konkrete Zielgruppe zu adressieren. Eng positionierte Plattformen richten sich demgegenüber an eine spezifische Zielgruppe wie beispielsweise Akademiker, Vegetarier, Anhänger einer bestimmten Religion oder Personen aus einer bestimmten Region.

### Casual Dating-Plattformen
Casual Dating/Adult Dating-Plattformen richten sich an Nutzer, die einen schnellen, lockeren Flirt oder meist auch sexuellen Kontakt suchen. Casual Dating-Plattformen treten als Erotik-Plattformen auf, die sich an Nutzer mit (unerfüllten) erotischen Wünschen richten, aber auch als Seitensprungplattformen, die insbesondere Nutzer in festen Partnerschaften mit (unerfüllten) erotischen Wünschen ansprechen. Bei Casual Dating-Plattformen findet sich häufiger eine Preisdifferenzierung zwischen Männern und Frauen. So können bei einer Reihe von Plattformen Frauen diese in vollem Umfang kostenlos nutzen, während bei Männern zwar die Registrierung, Profilerstellung und Suche nach Frauen kostenlos, die direkte Kontaktaufnahme aber kostenpflichtig ist.
Auch bei Casual Dating-Plattformen finden sich Unterschiede hinsichtlich der angesprochenen Zielgruppe. So gibt es Plattformen, die sich breit positioniert haben und eher unspezifische Nutzer, die den Wunsch nach einem lockeren Flirt oder Kontakt haben, ansprechen wollen. Daneben gibt es aber auch Plattformen, die enger positioniert sind und spezifischere Nutzervorlieben adressieren.